# La Torre del Castellà
La Torre del Castellà és una obra de Batea (Terra Alta) declarada bé cultural d'interès nacional.

## Descripció
Construcció tipus "torre" de planta rectangular molt mal parada, on les reformes populars han canviat en gran part la seva forma original; avui tan sols la forma del conjunt, el finestral gòtic tardà que dona al carrer de ponent, espitlleres, alguna altra finestra, els carreus i una portalada de mig punt amb escut per la part de darrere, ens apunten part del seu passat. Els interiors han estat molt modificats, molt forjats canviats i la façana principal ha vist obrir portes i canviar finestres així com perdre part d'ella que torna després a per sé de nou. Així i tot no deixa de ser un dels edificis més interessants de la vila.
Sembla que va ser habitatge d'algun castellà pertanyent a la Castellania d'Amposta, lo que lo dona el seu nom popular. Documentada està en canvi la versió que apunta a la torre de "Juan de Heredia", encara que en temps posterior (més o menys el segle XVII); aquest personatge va tenir plets amb els santjoanistes per la possessió d'aquesta torre.
No sembla anterior al segle xiv. La petita façana que dona al carrer de ponent és la més interessant, amb el finestral del gòtic tardà i una portalada de mig punt cegada, sobre la qual hi havia una gran llosa amb un escut format per diferents castells, avui a altre lloc.

## Història
Entre les fonts consultades citem a Mascaró: "La Torre del Castellá, es por su parte la que más transformaciones ha sufrido. Su primitiva finalidad de defensa échase de ver en sus muros de construcción robusta y rajados con aspilleras de su cara sur. No está desproveïda de toda buena lógica la tradición conservada de haber sido edificada por algún gran castellán para residencia suya accidental o temporal, las veces que visitaba este feudo suyo. De ser esto cierto, no sería anterior a la fecha de 1317, cuando pasó Batea a ser dominio de los Frailes Hospitalarios Sanjuanistas. Hoy, después de muchas reformas en su interior, y restauradas en parte sus paredes externas, ha pasado a ser habitación particular de varias familias. En 1781, consta con certeza que fué almacén o depósito de diezmos."
D'acord, doncs, amb la tradició, es creu que aquest edifici, força malmès, potser fou residència del superior dels hospitalers. Batea sofrí, igual que les poblacions veïnes, "molts desordres y excesos militars" durant la guerra dita dels Segadors o de Separació. La molestaren els dos partits contendents i la saquejaren les forces del marquès d'Hinojosa.
Tant Batea com Pinyeres són mencionats dins la Castellania s'Amposta el segle xvii. Pertany aquest tipus de construcció a la de torre defensiva que trobem a Batea a la vora de les vies de comunicació entre Aragó i Catalunya. L'altra que encara existeix és la torre Martí i fins fa molt poc, la torre Navarro. El 1781, servia de magatzem o dipòsit de delmes. Actualment, la torre està partida en quatre parts que pertanyen a famílies diferents. El s'ha destinat a l'emmagatzematge i, per darrere, s'hi han adossat habitatges.